# Kamalbazar
Kamalbazar (en népalais : कमलबजार) est une municipalité du Népal située dans le district d'Achham. Au recensement de 2011, elle comptait 23 738 habitants.
Elle regroupe les anciens comités de développement villageois de Kuika, Bayala, Bhuli, Chalsa, Dhaku, Sera et Mashtanamdali.